# Делчево
Де́лчево (мак. Делчево, [ˈdɛɫtʃɛvɔ] д·і) — місто в східній Македонії, що розташоване на березі річки Брегалниця поблизу кордону з Болгарією. Адміністративний центр муніципалітету Делчево. Площу міста 585 км². Населення становить 17 505 осіб.

## Історія
Вперше згадується під назвою Васильєво, що в перекладі з грецького означає Цареве Село, у статуті сербського імператора Стефана Душана в XIV столітті.
В середині XVII століття поселення перебувало під владою султана Мехмеда IV. Переважну частину населення складають мусульмани, велика частина християнського населення приймає іслам. У 1670 році турецький мандрівник Евлія Челебі згадує Делчево у своїх описах, як мусульманське село у підніжжя гори, місто налічує близько 100 будників, серед них височіє чудова мечеть з мінаретом.
До XIX сторіччя Делчево вважається турецькою колонією, лише кілька сімей населення міста — македонці. Проте разом з економічним розвитком регіону, збільшується кількість македонського населення. У 1856 році в Делчеві зведено церкву біля якої сконцентрувалось християнська частина населення міста, а згодом і навколишніх сіл.
Після російсько-турецької війни 1877—1878 років більша частина християнського населення виїхала до Болгарії, їх місце зайняли жителі з Азії. Тридцять років по тому під час балканських війн відбулась зворотна міграція і цього разу значна кількість турецького населення покинула межі регіону.
В період між двома світовими війнами Делчево залишається малим провінційним містечком з вузькими вулицями та низьким рівнем промисловості.
У 1950 році рішенням Президіуму Національної асамблеї Народної Республіки Македонія — Цареве Село отримує назву Делчево на честь революційного ідеолога Гоце Делчева.

## Міста-побратими
- Симитлі, Болгарія
- Ягодина, Сербія
- Вишгород, Україна
- Борнова, Туреччина
- Жирардув, Польща